# Unbescholten (Film)
Unbescholten ist ein US-amerikanischer Spielfilm aus dem Jahr 1932 von Edward Buzzell mit Carole Lombard und Pat O’Brien in den Hauptrollen. Der Pre-Code-Film ist eine Mischung aus Kriminalfilm, Filmkomödie, Filmdrama und Liebesfilm. Er wurde von Columbia Pictures produziert und basiert auf einer Originalgeschichte von Ethel Hill.

## Handlung
In New York wird Mae der Prostitution bezichtigt und der Stadt verwiesen. An einem Bahnhof steigt sie in das Taxi von Jimmy Doyle und steigt am Ziel ohne zu bezahlen aus. Maes Freundin Lil rät ihr, sich ehrliche Arbeit zu suchen.
Mae leiht sich etwas Geld und bezahlt damit ihre offene Rechnung bei Jimmy. Zwar geraten die beiden in ein Streitgespräch, doch sie fühlen sich zueinander hingezogen. Jimmy verschafft ihr Arbeit. Zufälligerweise ist die Ex-Prostituierte Gert Maes Kollegin. Jimmy und Mae heiraten, doch Mae verheimlicht ihm ihre Vergangenheit. Als sie wegen Verstoßes gegen ihre Kautionsauflagen festgenommen werden soll, stellt Jimmy ihre Beziehung in Frage. Er fordert von ihr, mit ihrem vorherigen Leben abzuschließen und Kontakte zu ihren früheren Freunden zu vermeiden.
Um sich an einer Tankstelle zu beteiligen, hat Jimmy Geld zur Seite gelegt. Gert fragt Mae um Geld für einen Arztbesuch, das Mae ihr von Jimmys Ersparnissen gibt. Es stellt sich heraus, dass Gert gelogen hat. Jimmy braucht das Geld, woraufhin Gert Mae verspricht, alles zurückzuzahlen. Gert hat das Geld ihrem Freund Toots gegeben, der auch Lils Zuhälter ist. Gert versucht, das Geld zurückzustehlen, wird dabei aber von Toots erwischt. Im Gerangel tötet er Gert unabsichtlich. Er versteckt die Leiche und beobachtet, wie Mae auftaucht, das Geld an sich nimmt und die Wohnung verlässt.
Mae wird verhaftet, da sie ihre Tasche in Gerts Wohnung vergessen hat. Der misstrauische Jimmy ist Mae gefolgt und weiß, dass noch ein Mann in Gerts Wohnung anwesend war. Er findet heraus, dass es sich um Toots handelt, der jedoch von Lil ein Alibi bekommt. Lil überzeugt Toots, Anzeige gegen Jimmy zu erstatten. Doch bei der Staatsanwaltschaft sagt Lil aus, dass Toots der Täter ist. Toots wird verhaftet und Mae freigelassen.

## Hintergrund
Gedreht wurde der Film beim Filmstudio Columbia Pictures vom 23. August bis zum 12. September 1932.
Verantwortlicher Toningenieur war Edward Bernds.

## Veröffentlichung
Die Premiere des Films fand am 23. Oktober 1932 in Nebraska City statt. In der Bundesrepublik Deutschland wurde er am 8. Dezember 1982 im deutschen Fernsehen ausgestrahlt.

## Kritiken
Der Filmkritiken-Aggregator Rotten Tomatoes hat in einer Auswertung ein Publikumsergebnis von 44 Prozent positiver Bewertungen ermittelt.
Das Lexikon des internationalen Films schrieb: „Routinierte Krimikomödie mit amüsanten Turbulenzen und gut aufgelegten Darstellern.“
Der Kritiker der The New York Times merkte an, der Film nutze die wohlbekannten ausgetretenen Pfade. Dennoch habe die Produktion ihre Vorzüge, insbesondere durch Pat O’Briens frische und glaubwürdige Darstellung. Das gesamte Werk sei flott unterwegs.